# Polski Wydział Lekarski na Uniwersytecie w Edynburgu

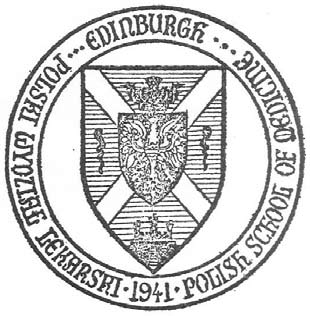
Godło PWL Uniwersytetu w Edynburgu

Polski Wydział Lekarski – jednostka naukowo-dydaktyczna utworzona w marcu 1941 w Uniwersytecie w Edynburgu, która kształciła kadry medyczne dla potrzeb Polskich Sił Zbrojnych w Wielkiej Brytanii. Wydział powołany został na mocy porozumienia rządu polskiego z Senatem Uniwersytetu w Edynburgu działał do 1949 roku. Studiowało na nim 336 polskich studentów, spośród których 227 uzyskało dyplom lekarza. Kierowani byli oni do różnych formacji Polskich Sił Zbrojnych biorąc udział w działaniach wojennych. Kadrę akademicką stanowili profesorowie i docenci uniwersytetów polskich przebywający na uchodźstwie w Wielkiej Brytanii oraz uzupełniająco profesorowie Uniwersytetu w Edynburgu. Pierwszym dziekanem został ppłk prof. dr n. med. Antoni Jurasz. Praktykę medyczną absolwenci Wydziału zdobywali początkowo w szpitalach Edynburga, a od października 1941 w polskim Szpitalu im. Ignacego Jana Paderewskiego utworzonym dzięki życzliwości władz miasta Edynburga. Polski Wydział Lekarski na Uniwersytecie w Edynburgu był jedyną polską instytucją akademicką działającą legalnie w czasie II wojny światowej.

## Powstanie Polskiego Wydziału Lekarskiego
Po upadku Polski, a następnie Francji w 1939 organizacja Polskich Sił Zbrojnych odbywała się w Wielkiej Brytanii. Problemem stało się pozyskanie dla formowanych jednostek odpowiedniej liczby lekarzy i farmaceutów. Wśród żołnierzy było wielu studentów medycyny z przedwrześniowej Polski, a także znacząca liczba oficerów rezerwy – profesorów i docentów wykładających przed wojną na wydziałach medycznych polskich uniwersytetów. Autorem pomysłu utworzenia instytucji akademickiej kształcącej polskich lekarzy wojskowych był płk prof. dr n. med. Francis Albert Crew komendant Szpitala Wojskowego w Edynburgu, profesor Uniwersytetu Edynburskiego. Ze strony polskiej gorącymi orędownikami tego projektu stali się wybitny chirurg ppłk prof. dr n. med. Antoni Jurasz, przed wojną dziekan i prorektor Uniwersytetu Poznańskiego oraz płk prof. dr n. med. Tadeusz Sokołowski. Zaproponowano utworzenie Polskiego Wydziału Lekarskiego przy Uniwersytecie w Edynburgu uzyskując szybko poparcie władz uniwersyteckich. Zgoda władz Uniwersytetu w Edynburgu pozwoliła dowódcy Okręgu Wojskowego w Szkocji, gen. bryg. dr Marianowi Kukielowi poinformować o tym Naczelnego Wodza. Wniosek, pozytywnie zaopiniowany przez Szefa Służby Zdrowia Naczelnego Wodza, ppłk dr n. med. Władysława Gergovicha, został w dniu 22 października 1940 przedłożony na posiedzeniu Rady Ministrów. Tu zyskał pełną akceptację, a do prowadzenia dalszych rozmów z władzami Uniwersytetu Edynburskiego rząd polski upoważnił ppłk prof. dr n. med. Antoniego Jurasza. Równocześnie powołano Komitet Organizacyjny do formowania Polskiego Wydziału Lekarskiego. W jego skład weszli, obok ministra spraw wewnętrznych, prof. Stanisława Kota, ppłk prof. dr n. med. Antoni Jurasz oraz prof. dr n. med. Jerzy Fergler, prof. dr n. med. Włodzimierz Koskowski, prof. dr n. med. Tadeusz Rogalski oraz ppłk dr n. med. Władysław Gregovich.

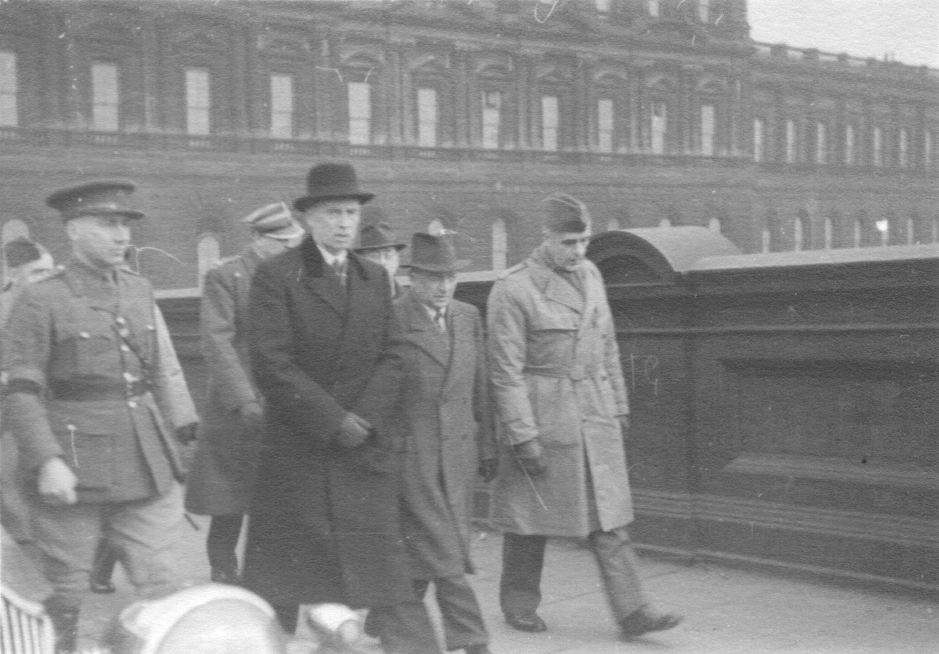
Otwarcie PWL na Uniwersytecie w Edynburgu. Od prawej: ppłk prof. dr Antoni Jurasz, minister Stanisław Kot i prezydent RP Władysław Raczkiewicz

Na mocy wzajemnych ustaleń pomiędzy Senatem Uniwersytetu, Radą Wydziału Lekarskiego i Polskim Komitetem Organizacyjnym przyjęto projekt utworzenia Polskiego Wydziału Lekarskiego (PWL) na następujących zasadach prawnych i organizacyjnych:
- Polski Wydział Lekarski posiadać będzie wszelkie prawa akademickie zakładów naukowych w Polsce;
- pozostawiona mu zostanie swoboda wewnętrznej organizacji na wzór polskich uniwersytetów;
- przysługiwać mu będzie prawo prowadzenia egzaminów przejściowych i końcowych oraz nadawania dyplomów lekarskich;
- nauczycielami akademickimi będą profesorowie i docenci uniwersytetów polskich po zatwierdzeniu przez władze uniwersyteckie;
- wykłady z przedmiotów, które nie mogą być obsadzone przez polskich nauczycieli akademickich będą prowadzone przez profesorów Uniwersytetu w Edynburgu.

Oficjalne podpisanie umowy między rządem polskim a władzami Uniwersytetu Edynburskiego nastąpiło 24 lutego 1941 roku. W tym samym dniu ukazał się również Dekret Prezydenta RP ogłaszający utworzenie Polskiego Wydziału Lekarskiego. Z początkiem stycznia 1941 do jednostek Wojska Polskiego wyszedł rozkaz Szefa Sztabu Naczelnego Wodza nakazujący odkomenderowanie studentów medycyny do organizującego się w Edynburgu Polskiego Wydziału Lekarskiego. W prasie polskiej zamieszczono komunikat skierowany do cywilnych studentów i studentek medycyny, zawiadamiający o możliwości kontynuowania studiów medycznych oraz o przyjmowaniu na pierwszy rok studiów osób cywilnych posiadających maturę.
22 marca 1941 roku nastąpiło uroczyste otwarcie Polskiego Wydziału Lekarskiego przez Prezydenta RP, Władysława Raczkiewicza.

## Profesorowie i wykładowcy Polskiego Wydziału Lekarskiego
W chwili otwarcia Polskiego Wydziału Lekarskiego (PWL) w dniu 24 lutego 1941 do nauczania przystąpili niżej wymienieni profesorowie, docenci i wykładowcy reprezentujący następujące dziedziny medycyny:
- anatomia – mjr prof. dr n. med. Tadeusz Rogalski (1941–1946);
- histologia – por. doc. dr n. med. Marian Kostowiecki (1941–1946);
- fizyka – pchor. dr n. med. Bernard Czemplik (1941–1944);
- chemia – prof. Guy Frederick Marrian, por. doc. fil. Edmund Mystkowski (1941–1945) i doc. dr fil. Tadeusz Mann (1941–1945);
- biologia i genetyka – doc. dr fil. Bronisław Śliżyński (1941–1946);
- fizjologia i patologia ogólna – kpt. prof. dr n. med. Jerzy Fegler (1941–1947);
- anatomia patologiczna – prof. dr n. med. Aleksander Drennan (1941–1946);
- bakteriologia – prof. dr n. med. Thomas Jones Mackie (1941–1946);
- farmakologia – prof. dr n. med. Włodzimierz Koskowski i dr n. med. Tadeusz Dekański (1941–1946);
- choroby wewnętrzne – prof. dr n. med. Leyhourne Stanley Patrick Davidson (1941–1949), por. doc. dr n. med. Antoni Fidler, kpr. pchor. doc. dr n. med. Wiktor Tomaszewski (1941–1949);
- chirurgia – ppłk prof. dr n. med. Antoni Jurasz (1941–1947), płk dr n. med. Tadeusz Sokołowski (1941–1942), kpr. pchor. dr n. med. Roman Reithar (1941–1948);
- ginekologia i położnictwo – prof. dr n. med. Robert William Johnstone (1941–1946), kpt. dr n. med. Czesław Uma (1941–1949);
- pediatria – prof. dr n. med. Charles McNeil (1941–1947), por. dr n. med. Zdzisław Małkiewicz (1941–47);
- neurologia i psychiatria – mjr prof. dr n. med. Jakub Rostowski (1941–1949);
- dermatologia i wenerologia – por. doc. dr n. med. Henryk Reiss (1941–1947);
- otolaryngologia – kpr. pchor. dr n. med. Jarosław Iwaszkiewicz (1941–1947);
- okulistyka – kpt. dr n. med. Jan Ruszkowski, w Edynburgu otrzymał godność profesora (1941–1948);
- medycyna sądowa – prof. dr n. med. Sydner A. Smith (1941–1949);
- rentgenologia – kpt. doc. dr n. med. Adam Elektorowicz (1941–47), kpt. dr n. med. Jan Kochanowski (1941–1942);
- stomatologia – kpt. prof. dr n. med. Leon Lakner (1941–1947).

W ciągu pierwszego roku istnienia PWL do Edynburga przybyli: mjr prof. dr n. med. Brunon Antoni Nowakowski (1941–1946) – wykładowca higieny, prof. dr n. med. Adam Staszyński (1942–1948) – wykładowca dermatologii i wenerologii, ppłk doc. dr n. med. Włodzimierz Missiuro (1942–1946) – wykładowca fizjologii oraz doc. dr fil. Aleksander Jabłoński – wykładowca fizyki. W skład kadry naukowo-dydaktycznej PWL weszło 7 nauczycieli akademickich z Uniwersytetu Jagiellońskiego, 7 z Uniwersytetu Poznańskiego, po 6 z Uniwersytetu Lwowskiego i Warszawskiego, 1 z Uniwersytetu Wileńskiego, 10 nie było związanych z działalnością uniwersytecką przed wojną. 

### Dziekani Polskiego Wydziału Lekarskiego
- 1941–1945  ppłk prof. dr n. med. Antoni Jurasz
- 1945–1946  mjr prof. dr n. med. Tadeusz Rogalski
- 1946–1949  mjr prof. dr n. med. Jakub Rostowski[3]

## Studia i absolwenci

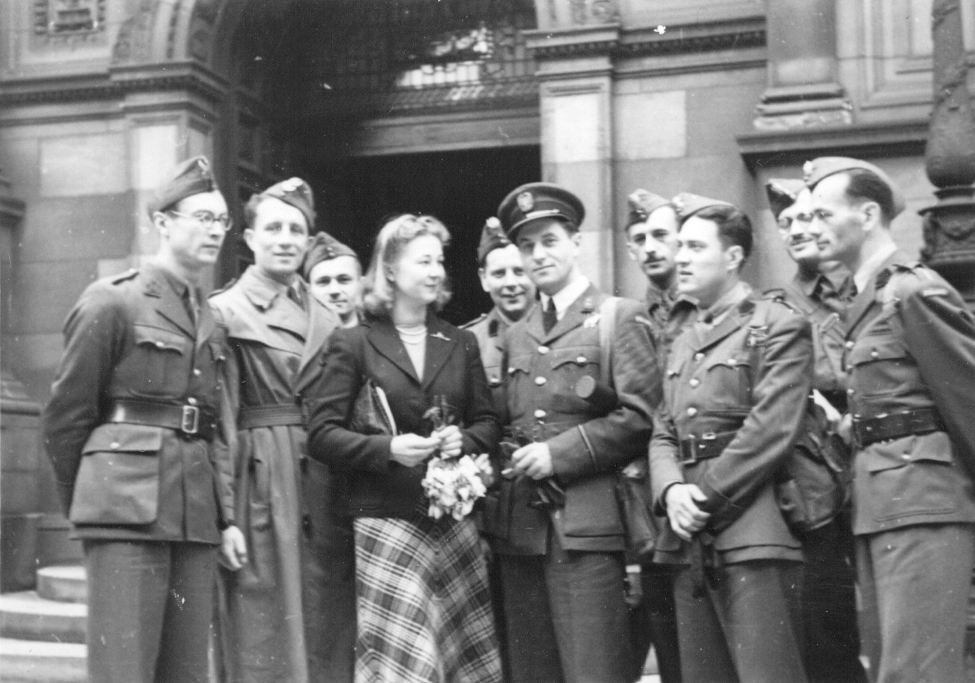
Studenci Polskiego Wydziału Lekarskiego. W środku: ppor. pil. lek. med. Konrad Bazarnik – pierwszy absolwent PWL w dniu promocji

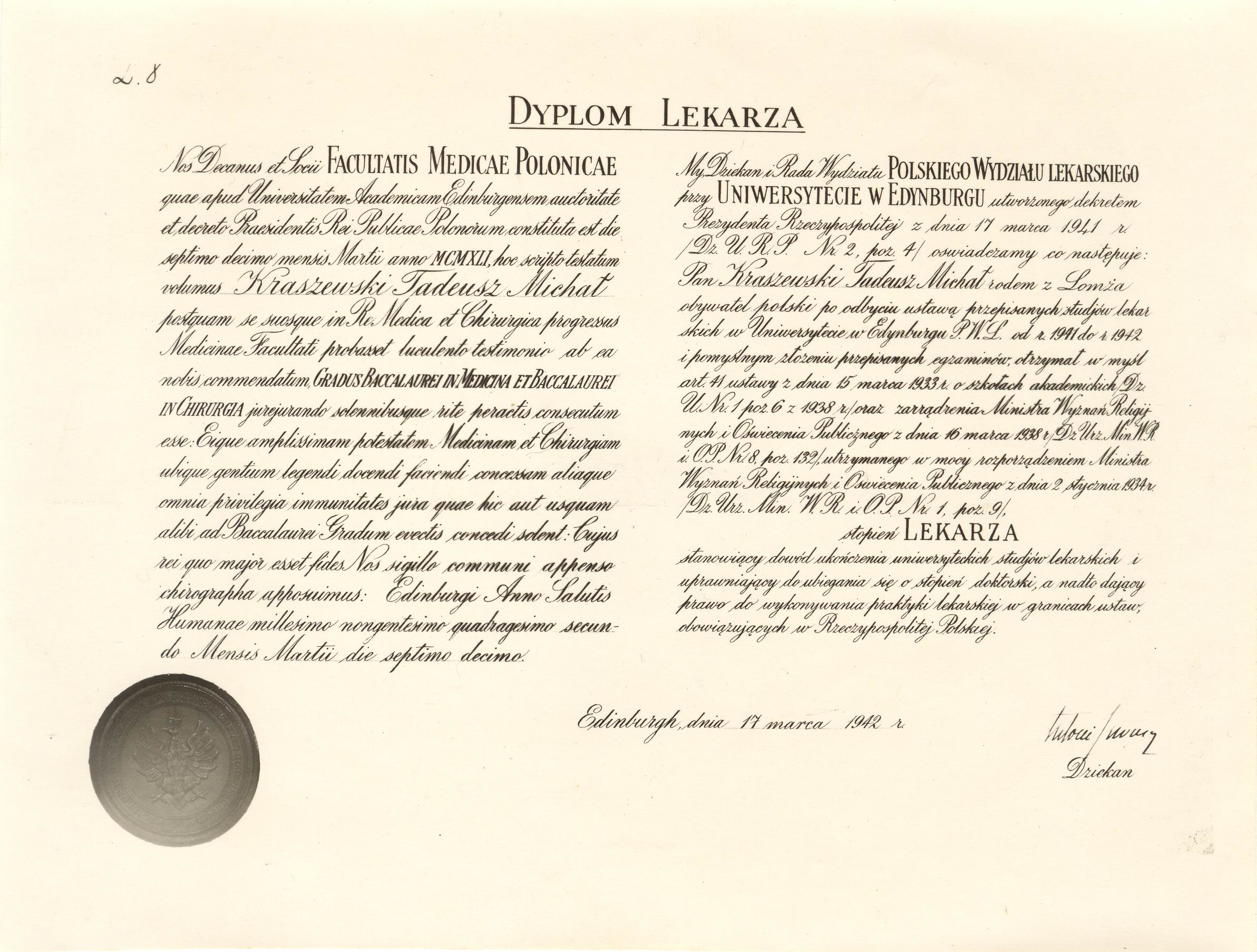
Dyplom lekarza medycyny nadany asp. pchor. Tadeuszowi Michałowi Kraszewskiemu po ukończeniu studiów na PWL Uniwersytetu w Edynburgu

Pierwszy rok akademicki w Polskim Wydziale Lekarskim rozpoczęło 70 studentów medycyny przybyłych z różnych formacji Wojska Polskiego oraz ok. 20 cywilnych studentów i studentek. Polacy immatrykulowani na Uniwersytecie Edynburskim stawali się pełnoprawnymi studentami tego uniwersytetu łącznie z prawem przynależności do rozmaitych organizacji studenckich. Opłatę wynoszącą 2,5 funta uiszczały za nich władze polskie. W krótkim czasie PWL energicznie kierowany przez dziekana ppłk prof. dr n. med. Antoniego Jurasza zyskał znakomitą opinię wśród władz Uniwersytetu. Wykłady były na wysokim poziomie, bo w Szkocji przebywało w tym czasie wielu znakomitych profesorów z najlepszych polskich przedwojennych uczelni medycznych. Wykłady i ćwiczenia odbywały się w bloku Wydziału Lekarskiego na Bristol Street, a nauczanie przedmiotów klinicznych w szpitalach Edynburga: Royal Infirmary, Royal Sick Children Hospital oraz City Hospital, a od października 1941 w polskim Szpitalu im. Ignacego Jana Paderewskiego. Na czas wojny władze brytyjskie udzieliły polskim profesorom prawa wykonywania zawodu lekarskiego w Wielkiej Brytanii, co umożliwiło im prowadzenie zajęć w klinikach szkockich. W codziennej pracy akademickiej Polacy spotkali się z daleko idącą pomocą gospodarzy, ich niezwykłą życzliwością, kurtuazją i dobrą wolą. Studenci zamieszkiwali początkowo na kwaterach prywatnych, często otoczeni serdeczną opieką szkockich rodzin. W grudniu otwarto bursę przy Grosvenor Crescent, w której zamieszkało wielu z nich. Słuchacze mogli mieć wiele przedmiotów zaliczonych, bo wśród profesorów na wydziale wielu miało ze sobą notatki z ocenami swoich studentów z przedwojennych uniwersytetów, którzy podobnie jak oni znaleźli się w Szkocji. 17 lipca 1941, a więc w cztery miesiące od otwarcia Polskiego Wydziału Lekarskiego odbyło się wręczenie pierwszego dyplomu lekarskiego absolwentowi Uniwersytetu Krakowskiego, ppor. pil. Konradowi Bazarnikowi. Dnia 12 grudnia 1941 dyplomy otrzymali kolejni Polacy: ppor. pil. Władysław Gałuszka, Jadwiga Mickiewicz, sierż. pchor. Ferdynand Solich i ppor. Stanisław Sychta. Absolwenci Polskiego Wydziału Lekarskiego byli kierowani do jednostek bojowych Wojska Polskiego, m.in. do Polskiej Marynarki Wojennej i 1 Korpusu Polskiego w Szkocji, do Polskich Sił Powietrznych, do Samodzielnej Brygady Strzelców Karpackich i do Armii Polskiej na Środkowym Wschodzie.

## Zakończenie działalności Polskiego Wydziału Lekarskiego

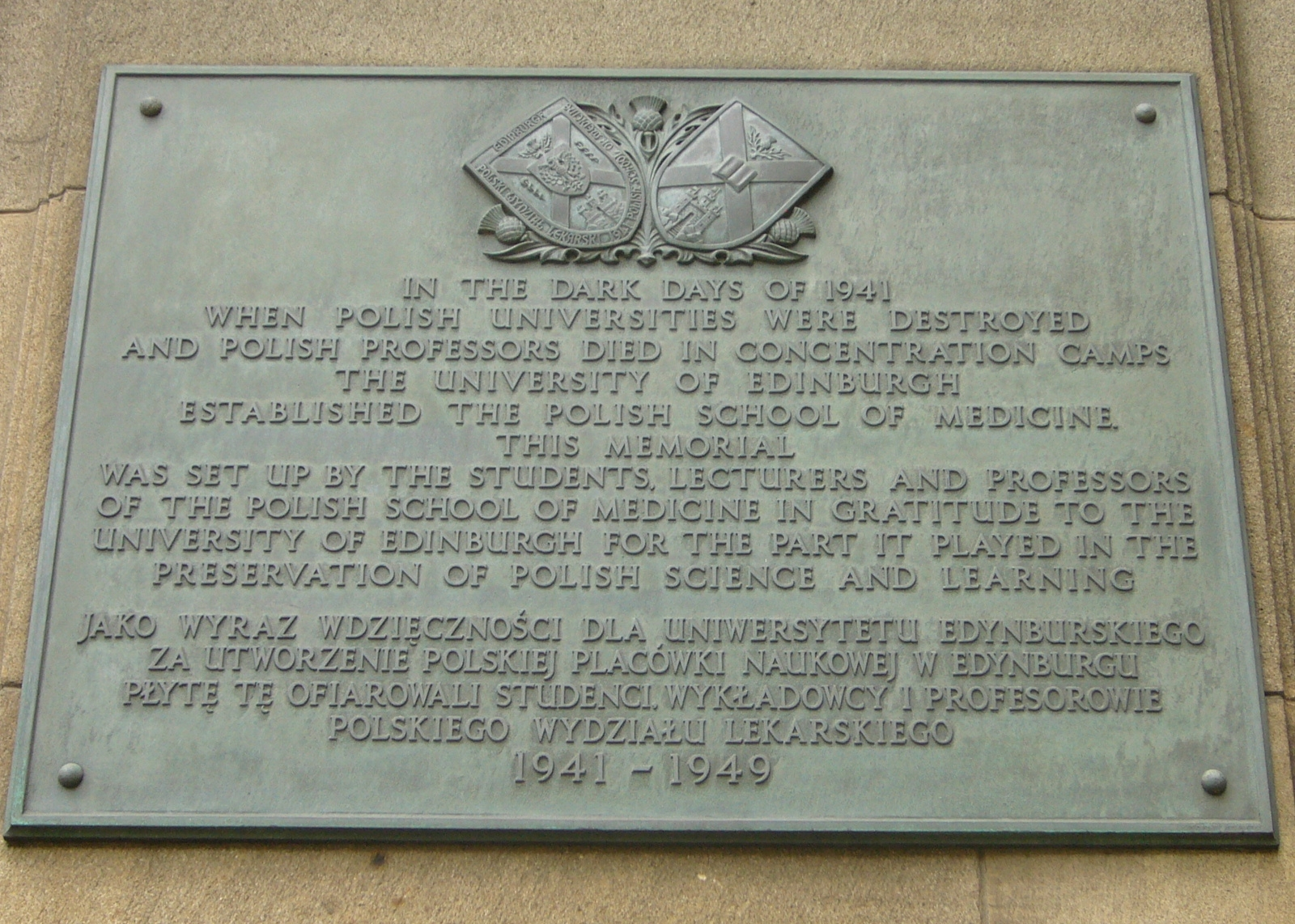
Tablica pamiątkowa PWL na dziedzińcu Wydziału Medycznego Uniwersytetu w Edynburgu na Teviot Place

Po zakończeniu wojny przed organizatorami Polskiego Wydziału Lekarskiego stanął problem dalszego jego istnienia. 5 lipca 1945 rząd brytyjski cofnął uznanie rządowi londyńskiemu, uznając Polski Komitet Wyzwolenia Narodowego. W tej sytuacji władze Uniwersytetu w Edynburgu wspólnie z władzami Polskiego Wydziału Lekarskiego postanowiły, że od 5 lipca 1945 nie będzie nowych przyjęć na studia lekarskie, natomiast studenci już immatrykulowani będą mogli kontynuować studia do uzyskania dyplomu. Rok akademicki 1944/45 rozpoczęło 246 studentów. W roku 1945/46 było jeszcze w Edynburgu 209 studentów i absolwentów (73 kobiety i 136 mężczyzn). W 1945 na I rok studiów zgłosiło się do Edynburga ponad 200 maturzystów, lecz nie mogli oni być przyjęci na Uniwersytet. Od 1946 rozpoczął się etap stopniowej likwidacji PWL, który trwał przez 3 lata. W roku akademickim 1946/47 zlikwidowany został III rok studiów kierując 33 studentów do uniwersytetów brytyjskich. W PWL pozostali jedynie studenci IV i V roku w liczbie 67 osób oraz 78 absolwentów. Zamknięcie PWL nastąpiło 30 marca 1949. W trakcie 8-letniej działalności immatrykulowano 341 studentów, studia ukończyło 236 osób, dyplom lekarski uzyskało 227 absolwentów, dyplom doktora nauk medycznych uzyskało 19 lekarzy, zrezygnowało ze studiów z różnych przyczyn 49 osób, skreślono 23 studentów z powodu braku postępów w nauce. Lekarze PWL ogłosili drukiem 121 prac naukowych. Biblioteka PWL liczyła sobie 1076 tomów. Część z nich przekazano Bibliotece Uniwersytetu Warszawskiego, a część zasiliła zbiory Biblioteki Polskiej w Londynie.
15 listopada 1949 dziekan prof. Jakub Rostowski odsłonił tablicę pamiątkową na dziedzińcu Wydziału Medycznego Uniwersytetu w Edynburgu, na Teviot Place. Na tablicy wyryto napis w dwóch językach: Jako wyraz wdzięczności dla Uniwersytetu Edynburskiego za utworzenie polskiej placówki naukowej w Edynburgu płytę tę ofiarowali studenci, wykładowcy i profesorowie Polskiego Wydziału lekarskiego 1941–1949.

## Powojenne losy absolwentów PWL
Po wojnie większość absolwentów PWL, bo aż 209 osób, zdecydowało się na pozostanie na obczyźnie. W pierwszych latach doświadczali oni dużych trudności ze znalezieniem pracy w powojennej Wielkiej Brytanii. Absolwenci PWL z rozwiązywanych jednostek PSZ byli wcielani do Polskiego Korpusu Przysposobienia i Rozmieszczenia, gdzie musieli pozostawać aż do znalezienia stałego zatrudnienia. W Wielkiej Brytanii w drugiej połowie lat 40. było to bardzo trudne z powodu demobilizacji i powrotu z kolonii licznych lekarzy brytyjskich. W konkursach na stanowiska kliniczne i szpitalne, w których na jedną ofertę pracy przypadało zwykle kilkunastu chętnych, faworytami byli Brytyjczycy. Trudności pogłębiała niepewność co do uznania dyplomów PWL w Wielkiej Brytanii. Dopiero 18 grudnia 1947 parlament brytyjski przyjął ustawę Medical Practitioners and Pharmacists Act, 1947, która przyznała absolwentom PWL prawo do wykonywania praktyki lekarskiej na terenie Wielkiej Brytanii, co ułatwiło absolwentom tego Wydziału pozostającym w Zjednoczonym Królestwie stabilizację zawodową i podjęcie nowego życia na obczyźnie. Łatwiej było o posadę lekarza w brytyjskiej służbie kolonialnej, z czego skorzystało wielu absolwentów PWL. Część z nich powracała po zakończeniu służby do Wielkiej Brytanii i tu kontynuowała praktykę lekarską.
Spośród tych absolwentów, którzy pozostali na obczyźnie największa grupa, 128 lekarzy, osiedliła się w Wielkiej Brytanii. Wysoką pozycję osiągnęli: pchor. prof. dr n. med. Henryk Urich – kierownik Katedry Neuropatologii w London Hospital Medical School, pchor. lek. med. Henryk Masłowski – ordynator neurochirurgii w Manchesterze, pchor. lek. med. Bronisław Sędzimir – ordynator w Liverpoolu. W Edynburgu na stałe osiedli i podjęli praktykę lekarską: por. lek. med. Józef Goldberg, lek. med. Kazimierz Durkacz, lek. med. Stefan Adamczewski, kpt. lek. med. Dawid Becher, dr med. Władysław Kluger, dr med. Maria Dobroszycka, dr med. Janina Ciekałowska, mjr lek. med. Władysław Koźmiński, dr med. Kazimierz Kuczyński, lek. med. Krystyna Munk, por. lek. med. Tadeusz Michał Kraszewski – po powrocie ze służby kolonialnej na Borneo oraz doc. dr n. med. Wiktor Tomaszewski – po powrocie z Nigerii. Wielu polskich lekarzy pozostało na Dalekim Wschodzie i w Afryce, dość liczna grupa osiedliła się w Stanach Zjednoczonych i Kanadzie.
Blisko 20 absolwentów PWL postanowiło wrócić do Polski. Niektórzy z nich z czasem uzyskali stopnie doktora nauk medycznych, doktora habilitowanego i tytuły profesora. Ppor. lek. med. Olech Szczepski objął kierownictwo Katedry Chorób Dziecięcych Akademii Medycznej w Poznaniu, uzyskał tytuł profesora i został rektorem tejże uczelni. Powrócił do kraju pchor. lek. med. Antoni Kępiński (1919–1972), obejmując z czasem kierownictwo Kliniki Psychiatrycznej Akademii Medycznej w Krakowie i przeszedł on do historii medycyny polskiej jako twórca teorii metabolizmu informacyjnego, którego zaburzenia leżą u źródeł chorób psychicznych.